# Rødfigurs-keramik
Keramik i rødfigurs-stil blev udviklet i antikkens Grækenland. Teknikken opstod i Athen omkring 530 f.Kr. og vaser med udsmykning i rødfigur-stil fortsatte med at blive fremstillet til 300-tallet f.Kr. Rødfigursteknikken erstattede den tidligere anvendte sortfigursteknik. Navnet rødfigur refererer til figurerne på vasen, som fremstår i en rødlig farve på en sort baggrund.

## Teknik
De græske vaser blev drejet på pottemagerhjulet. Større vaser blev ofte sammensat af flere dele eksempelvis blev vasens hals, krop og fod drejet hver for sig. Når de forskellige dele nåede en læderhård konsistens, blev de sat sammen, og til sidst blev hankene påsat. Når vasen var færdigformet, blev den først overtrukket med et tyndt lag slip (ler blandet med vand) for at gøre overfladen glat.
Bemalingen foregik ved, at pottemageren tilførte vasens overflade en tyk slip, når den var blevet læderhård. I rødfigursteknik blev den sorte baggrund og detaljerne malet på vasen med en pensel, hvor detaljerne tidligere - på sortfigursvaserne, var blevet indridset. Begge teknikker krævede samme brænding, der bestod af tre faser.

## Brænding
Brændingen var afgørende for vasefremstillingens resultat. Ovnene blev bygget i keramikværkstedernes gårde, hvor de blev gravet lidt ned i jorden. Nederst i ovnen var ildstedet, og ovenover blev vaserne stablet i brændingskammeret.
Keramikken blev brændt i tre faser.

1) Der blev fyret op med tørt træ til temperaturen nåede op til 850 grader. Et lufthul i det hvælvede tag gjorde atmosfæren iltrig, og vaserne blev røde.
2) Lufthullet i taget blev lukket, og fugtigt træ blev smidt i ovnen. Temperaturen nåede nu 950 grader og vaserne blev helt sorte.
3) Der blev tilført ilt på ny og fyret med tørt brænde. Temperaturen faldt nu til ca. 900 grader. Karrets bemalede dele bevarede den sorte farve fra brændingens anden fase, mens de dele, som blot var dækkede af det første udglattende lag slip, nu igen blev røde.
Det endelige resultat kunne man først se efter en til to dage efter brændingen, når ovnen var kølet af. Der kunne dog nemt ske fejlbrændinger, hvis f.eks. temperaturen eller fugtigheden i ovnen havde fejlet.

## Pottemagerne og malerne
At pottemageren og maleren i reglen var to forskellige ved arkæologerne fra indskrifter på vaserne; X egrapsen – X tegnede mig og X epoisen – X lavede mig.
Nogle malere kender man navnet på, da de har signeret vaserne; eksempelvis Oltos, Lydos og Brygos.
Andre usignerede vaser er tilskrevet malere af bl.a. den engelske keramikforsker John Beazley. Ved at studere vasefigurernes ankler, ører, læber, næse, øjne og tøjfolder kan man genkende de enkelte vasemaleres stil - som Berliner-maleren, Athena-maleren og Disney-maleren.
Antikke kilder kan ikke bruges til at forstå pottemagerne som person eller borger. Men pottemagerne nævnes i enkelte kilder. Aristofanes nævner to elendige pottemagere, som også var støjende politikere. Den ene blev landsforvist, mens den anden, som var lidt småskør, lavede dårlige kopper - men var en god politiker. Platon skrev, at de fineste keramikvaser var meget smukke. Men de blev grimme når de stod blandt jomfruer. Og en anden athensk forfatter lavede en liste over prisværdige ting og personer og nævner bl.a. en athener, som opfandt pottemagerhjulet og ovnen.